# 梵天請経
『梵天請経』（ぼんてんしょうきょう、巴: Brahmanimantanika-sutta, ブラフマニマンタニカ・スッタ）とは、パーリ仏典経蔵中部に収録されている第49経。『梵天招待経』（ぼんてんしょうたいきょう）とも。
類似の伝統漢訳経典としては、『中阿含経』（大正蔵26）の第78経「梵天請仏経」がある。
釈迦が、梵天や悪魔パーピマンを相手に、仏法を説いていく。

## 構成

### 登場人物
- 釈迦
- 梵天
- パーピマン - 悪魔

### 場面設定
釈迦はある時、コーサラ国ウッカッタのスバガ林に滞在していた。
釈迦はそこで梵天が邪見を抱いていることを見抜き、神通力で梵天界へと移動し、梵天に仏法を説く。
同じく第六天の天魔であるパーピマンも、梵天に加勢してきたが、釈迦はそれを喝破する。

## 日本語訳
- 『南伝大蔵経・経蔵・中部経典2』（第10巻） 大蔵出版
- 『パーリ仏典 中部（マッジマニカーヤ）根本五十経篇II』 片山一良訳 大蔵出版
- 『原始仏典 中部経典2』（第5巻） 中村元監修 春秋社